# Mykal Walker
Mykal Walker (* 28. August 1997 in Fresno, Kalifornien) ist ein US-amerikanischer American-Football-Spieler niederländischer Abstammung auf der Position des Linebackers. Er wurde im NFL Draft 2020 an 119. Stelle von den Atlanta Falcons ausgewählt. Seit 2025 spielt Walker für die Arizona Cardinals, 2024 stand er bei den Washington Commanders unter Vertrag.

## Frühe Jahre
Walker ging in Vacaville, Kalifornien, auf die Highschool. Zwischen 2015 und 2016 besuchte er die Azusa Pacific University und von 2017 bis 2019 die California State University, Fresno. in seinen zwei Jahren bei der Fresno State gelangen ihm 182 Tackles, 6,5 Sacks und zehn verteidigte Pässe.

## NFL
Walker wurde im NFL Draft 2020 in der vierten Runde an 119. Stelle von den Atlanta Falcons ausgewählt. Am 12. Dezember 2021 fing er eine Interception gegen den Quarterback Cam Newton von den Carolina Panthers, die er zum Touchdown zurücklief.
Am 13. August 2023 wurde Walker von den Falcons entlassen. Daraufhin nahmen die Chicago Bears ihn über die Waiver-Liste unter Vertrag. Ende August wurde er im Rahmen der Kaderverkleinerung auf 53 Spieler entlassen. Am 19. September 2023 schloss er sich dem Practice Squad der Las Vegas Raiders an. Einige Wochen später wurde er wieder entlassen. Am 30. Oktober 2023 unterschrieb er für den Practice Squad der Pittsburgh Steelers. Dort kam er in acht Spielen zum Einsatz und war fünfmal Starter. Walker verzeichnete 33 Tackles, zwei abgewehrte Pässe und eine Interception.
Am 2. April 2024 nahmen die Washington Commanders Walker unter Vertrag. In Washington wurde Walker in allen 17 Regular-Season-Spielen eingesetzt. Dabei spielte er 75 Snaps in der Defensive Line und 343 Snaps in den Special Teams. Am 12. März 2025 wurde Walker von den Arizona Cardinals verpflichtet.

## Persönliches
Walker hat einen Zwillingsbruder, Malyk. Sein Vater Michael spielte ebenfalls Football für Fresno State und stand kurzzeitig bei den New England Patriots unter Vertrag, absolvierte jedoch nie ein Spiel in der NFL. Er starb 2012 an Krebs. Sein Cousin ist der American-Football-Spieler Maurice Jones-Drew. Walker hat einen Sohn (* 2021).